# Кузьминовка (Федоровський район)
Кузьми́новка (рос. Кузьминовка, башк. Кузьминовка) — село у складі Федоровського району Башкортостану, Росія. Входить до складу Федоровської сільської ради.
Населення — 439 осіб (2010; 523 в 2002).
Мокшанське село Кузьминовка засноване наприкінці XVIII ст. У 1795 р. із Саранського повіту Пензенської губернії прибуло 8 мокшанських сімей, які поселились тут.
Національний склад:
- мокша — 54%

## Видатні уродженці
- Антошкін Микола Тимофійович — радянський та російський військовий льотчик, ліквідатор аварії на ЧАЕС, Герой Радянського Союзу.